# Castello di Devín
Il castello di Devín (in slovacco: hrad Devín o Devínsky hrad, in ungherese: Dévény) è un castello situato a Devín, in Slovacchia.

## Storia
Grazie alla propria posizione strategica, situato a un'altezza di 212 m. alla confluenza dei fiumi Danubio e Morava, costituiva un luogo ideale per una fortezza. Il proprietario poteva controllare l'importante strada utilizzata per i commerci lungo il Danubio: questo è il motivo per cui l'uomo si è sempre insediato su questo sito a partire dal Neolitico, fortificando poi le costruzioni nell'Età del Bronzo e nell'Età del Ferro. In seguito, sia i Celti che i Romani costruirono imponenti fortezze proprio in questo luogo. Tra le rovine romane, sono state trovate le prime chiese cristiane situate a nord del Danubio.
Il castello, fondato nell'VIII secolo, giocò un ruolo cruciale durante le frequenti guerre tra la Moravia e i Franchi. In seguito alla sua costruzione, fu aggiunta una chiesa, ispirata a quelle bizantine della Macedonia, luogo dal quale i santi Cirillo e Metodio giunsero fino in Moravia. La chiesa è anche stata decorata da pittori italiani.
Nel XIII secolo un castello medievale in pietra fu innalzato per proteggere la frontiera occidentale del Regno d'Ungheria: il nome "castelanus de Devin" apparve nel 1320. Nel XV secolo al castello fu aggiunto un palazzo, e le fortificazioni furono rinforzate anche durante le guerre contro l'Impero ottomano. Nel 1809 il castello fu distrutto da Napoleone Bonaparte.
Dal XIX secolo, Devín è diventato un simbolo nazionale per gli slovacchi mentre gli ungheresi lo considerarono come porta occidentale del Regno d'Ungheria. La sua storia ha ispirato molti poeti del Romanticismo; il poeta ungherese Endre Ady lo utilizzò come simbolo di modernità e occidentalizzazione nella sua poesia Góg és Magóg fia vagyok én. Alcune parti del castello sono state ricostruite nel XX secolo: il castello ora ospita anche un museo.